# Faktorring
In der Algebra bezeichnet man eine bestimmte Art von Ringen als Faktorring oder Quotientenring oder Restklassenring. Es handelt sich dabei um eine Verallgemeinerung der Restklassenringe ganzer Zahlen.

## Definition
Ist {\displaystyle (R,+,\cdot )} ein Ring und {\displaystyle I} ein (beidseitiges) Ideal von {\displaystyle R}, dann bildet die Menge {\displaystyle R/I=\left\{a+I\mid a\in R\right\}} der Äquivalenzklassen modulo {\displaystyle I} mit folgenden Verknüpfungen einen Ring:
- {\displaystyle (a+I)+(b+I):=(a+b)+I}
- {\displaystyle (a+I)\cdot (b+I):=a\cdot b+I,}

wobei {\displaystyle (a+I)} definiert ist als {\displaystyle \{a+r\,|\,r\in I\}}.
Diesen Ring nennt man den Faktorring {\displaystyle R} modulo {\displaystyle I} oder Restklassenring oder Quotientenring. (Er hat jedoch nichts mit den Begriffen Quotientenkörper bzw. Totalquotientenring zu tun; diese sind Lokalisierungen.)

## Beispiele
- Die Menge {\displaystyle n\mathbb {Z} } aller ganzzahligen Vielfachen von {\displaystyle n} ist ein Ideal in {\displaystyle \mathbb {Z} }, und der Faktorring {\displaystyle \mathbb {Z} /n\mathbb {Z} } ist der Restklassenring modulo {\displaystyle n}.

- Ist {\displaystyle f\in R[X]} ein Polynom über einem kommutativen unitären Ring {\displaystyle R}, dann ist die Menge {\displaystyle R[X]\cdot f=(f)} aller Polynom-Vielfachen von {\displaystyle f} ein Ideal im Polynomring {\displaystyle R[X]}, und {\displaystyle R[X]/(f)=\left\{g+(f)\mid g\in R[X]\right\}} ist der Faktorring {\displaystyle R[X]} modulo {\displaystyle f}.

- Betrachten wir das Polynom {\displaystyle f=X^{2}+1} über dem Körper {\displaystyle \mathbb {R} } der reellen Zahlen, so ist der Faktorring {\displaystyle \mathbb {R} [X]/(f)} isomorph zum Körper der komplexen Zahlen; die Äquivalenzklasse von {\displaystyle X} entspricht dabei der imaginären Einheit {\displaystyle \mathrm {i} }.

Rechenbeispiele:
Das Polynom {\displaystyle X^{2}} liegt wegen {\displaystyle X^{2}=f-1} in derselben Äquivalenzklasse modulo {\displaystyle f} wie {\displaystyle -1}.
Für das Produkt  {\displaystyle [X+1]\cdot [X+2]} ermitteln wir {\displaystyle [X+1]\cdot [X+2]=[(X+1)\cdot (X+2)]=[X^{2}+3X+2]=[3X+1]}
- Man erhält alle endlichen Körper als Faktorringe der Polynomringe über den Restklassenkörpern {\displaystyle \mathbb {F} _{p}=\mathbb {Z} /p\mathbb {Z} } mit {\displaystyle p} Primzahl.

## Eigenschaften
- Ist {\displaystyle R} ein kommutativer Ring mit Einselement, so ist ein Ideal {\displaystyle I} genau dann ein Primideal, wenn {\displaystyle R/I} ein Integritätsring ist.
- Ist {\displaystyle R} ein kommutativer Ring mit Einselement, so ist ein Ideal {\displaystyle I} genau dann ein maximales Ideal, wenn {\displaystyle R/I} ein Körper ist.
- Ist {\displaystyle K} ein Körper und {\displaystyle f} ein irreduzibles Polynom über {\displaystyle K}, dann ist {\displaystyle (f)} ein maximales Ideal in {\displaystyle K[X]} und deshalb ist {\displaystyle L\colon =K[X]/(f)} ein Körper. Dieser Körper ist ein Oberkörper von {\displaystyle K}, in dem {\displaystyle f} eine Nullstelle hat (die Restklasse von {\displaystyle X}). Die Körpererweiterung {\displaystyle L/K} ist endlich und algebraisch, ihr Grad stimmt mit dem Grad von {\displaystyle f} überein. Wiederholt man das Verfahren mit den über {\displaystyle L} nicht-linearen irreduziblen Teilern von {\displaystyle f}, so erhält man schließlich einen Körper, in dem {\displaystyle f} in Linearfaktoren zerfällt: Den Zerfällungskörper von {\displaystyle f}.

## Idealtheorie
Sei {\displaystyle R} ein kommutativer Ring mit Einselement und {\displaystyle I\subseteq R} ein Ideal. Dann sind
- die Ideale des Rings {\displaystyle R/I} genau die Ideale {\displaystyle J} von {\displaystyle R}, die {\displaystyle I} enthalten (also {\displaystyle I\subseteq J} )
- die Primideale des Rings {\displaystyle R/I} genau die Primideale von {\displaystyle R}, die {\displaystyle I} enthalten
- die Maximalideale des Rings {\displaystyle R/I} genau die Maximalideale von {\displaystyle R}, die {\displaystyle I} enthalten

## Bemerkung
Der Begriff ist zu unterscheiden vom faktoriellen Ring, in dem die eindeutige Primfaktorzerlegung existiert.